# Эннискиллен
Энниски́ллен или Энниски́лен (ирл. Inis Ceithleann, от англ. Enniskillen — «Остров Кэтлин») — город на западе Северной Ирландии, центр графства Фермана. Население — около 13 000 человек.

## Демография
Эннискиллен определяется Northern Ireland Statistics and Research Agency (NISRA) как средний таун (то есть как город с населением от 10 000 до 18 000 человек).

## Города-побратимы
- Билефельд, Германия